# Exil
Exil var et sprogfilosofisk og idéhistorisk tidsskrift, som udkom 1965-1976 med fire årlige numre. Det undergik flere forvandlinger, men et gennemgående træk var orienteringen om fransk idé- og kulturdebat, belyst også gennem danske forfatterskaber. 
Ud fra sin undertitel kan Exil opdeles i fire perioder. 1. periode var redigeret af Hellmut Toftdahl og Flemming Chr. Nielsen, 2.-4. periode af Niels Egebak m. fl.
1. 1965-1969: Eksistentialistisk debat
2. 1970: Nordisk tidsskrift for fænomenologisk debat.
3. 1971-1972: Tidsskrift for litteratur og semiologi
4. 1973-1976: Tidsskrift for tekstteori.